# Берлинит
Берлини́т — редкий минерал класса фосфатов, имеющий формулу AlPO4. Кристаллическая структура типа кварца, Al-P — аналог кварца. Сингония тригональная. Кристаллы похожи на кварц, очень мелки. Чаще образует гранулы до 6 мм и агрегаты. Агрегаты плотные, имеют скрытокристаллическую, массивную, зернистую структуру. Цвет: бесцветный, серый, бледно-розовый. Твёрдость 6,5, плотность 2,64 - 2,66 г/см³.
Из-за пьезоэлектрических свойств монокристаллы берлинита выращиваются искусственно гидротермальным способом.
Дигидрат с ромбической кристаллической решеткой встречается в природе в виде минерала варисцита, с моноклинной решеткой — метаварисцита.